# ハルバード作戦
ハルバード作戦 (ハルバードさくせん、英語: Operation Halberd) は、第二次世界大戦の地中海攻防戦において、1941年（昭和16年）9月下旬に連合国軍が地中海で実施したマルタ増援輸送作戦。

## 概要
ハルバード作戦 (Operation Halberd) は、第二次世界大戦の地中海戦域におけるマルタ攻囲戦で、1941年（昭和16年）9月下旬にイギリス軍を主軸とする連合国軍が実施したマルタへの輸送作戦。ジブラルタルからマルタ島へむかう連合国軍輸送船団と地中海艦隊（H部隊）を、枢軸国軍が邀撃した。連合軍の輸送船団と護衛部隊はイタリア空軍の空襲により戦艦ネルソン (HMS Nelson, 28) が損傷、輸送船1隻が沈没したがそれ以上の損害はなく、輸送船団はマルタに到着した。マルタの防衛態勢は強化され、輸送作戦は成功した。

## 経過
大西洋に面するジブラルタルと、スエズ運河およびアレクサンドリアの中間に位置するマルタ島は、地中海の要所である。同時にイタリア半島とリビアを結ぶシーレーンを遮断する位置にある。
イギリス軍は英領マルタに航空基地や港湾施設を擁し、ここから航空機や潜水艦部隊（第10潜水戦隊など）、あるいは小規模水上部隊を出撃させて枢軸軍の補給船団を襲い、北アフリカ戦線にむかう枢軸側海上補給ルートを締め付けていた。すなわち連合軍にとっても、枢軸軍にとっても、マルタは重要な拠点であった。マルタを死守するイギリス軍は航空母艦による空輸作戦 (Club Run) で同島に戦闘機を補充し、制空権が枢軸側に握られることを防いだ。
1941年（昭和16年）5月下旬、ギリシャの戦いにともなうクレタ島攻防戦でドイツ国防軍がクレタ島を占領し、連合軍は中東やエジプトに撤退した。クレタの失陥により、マルタ島の重要性はますます高まった。この作戦期間中、ドイツ空軍 (Luftwaffe) の猛攻でアレクサンドリアを拠点とするイギリス地中海艦隊 (Mediterranean Fleet) が大損害をうけ、新鋭のイラストリアス級航空母艦2隻（イラストリアス、フォーミダブル）が撃破されて戦線を離脱した。
クレタ島攻防戦が終わると、ドイツ軍は地中海に展開していたドイツ空軍部隊の配置転換を実施したので、マルタのイギリス軍は一息つくことができた。
イギリス海軍は地中海の戦力を再編し、ジブラルタルを拠点に行動するH部隊 (Froce H) にネルソン級戦艦や最新鋭戦艦プリンス・オブ・ウェールズ (HMS Prince of Wales) を増強する。
H部隊には空母アーク・ロイヤル (HMS Ark Royal, 91) が配備されており、さらに旧式空母2隻（アーガス、フューリアス）が派遣されて航空機輸送作戦や地上支援任務に従事していた。
7月下旬にH部隊が実施したサブスタンス作戦 (Operation Substance) では、ジブラルタルを経由してマルタへむかう輸送船団と護衛部隊を、イタリア軍の魚雷艇 (MAS) や空軍機が攻撃する。英駆逐艦フィアレス (HMS Fearless, H67) が沈没し、英軽巡マンチェスター (HMS Manchester, C15) と輸送船2隻が損傷した。だがイタリア艦隊は出動せず、連合軍側はマルタ輸送に成功した。
サブスタンス作戦、スタイル作戦、ステイタス作戦（クラブラン）に引き続いてH部隊が実施したのが、ハルバート作戦である。ハルバート作戦に参加した艦艇は以下の通りである。
- 戦艦：プリンス・オブ・ウェールズ、ロドネー、ネルソン
- 航空母艦：アーク・ロイヤル (第807海軍航空隊、第808海軍航空隊)
- 軽巡洋艦：ケニア、エディンバラ、シェフィールド、ユーライアラス、ハーマイオニー
- 駆逐艦：19隻

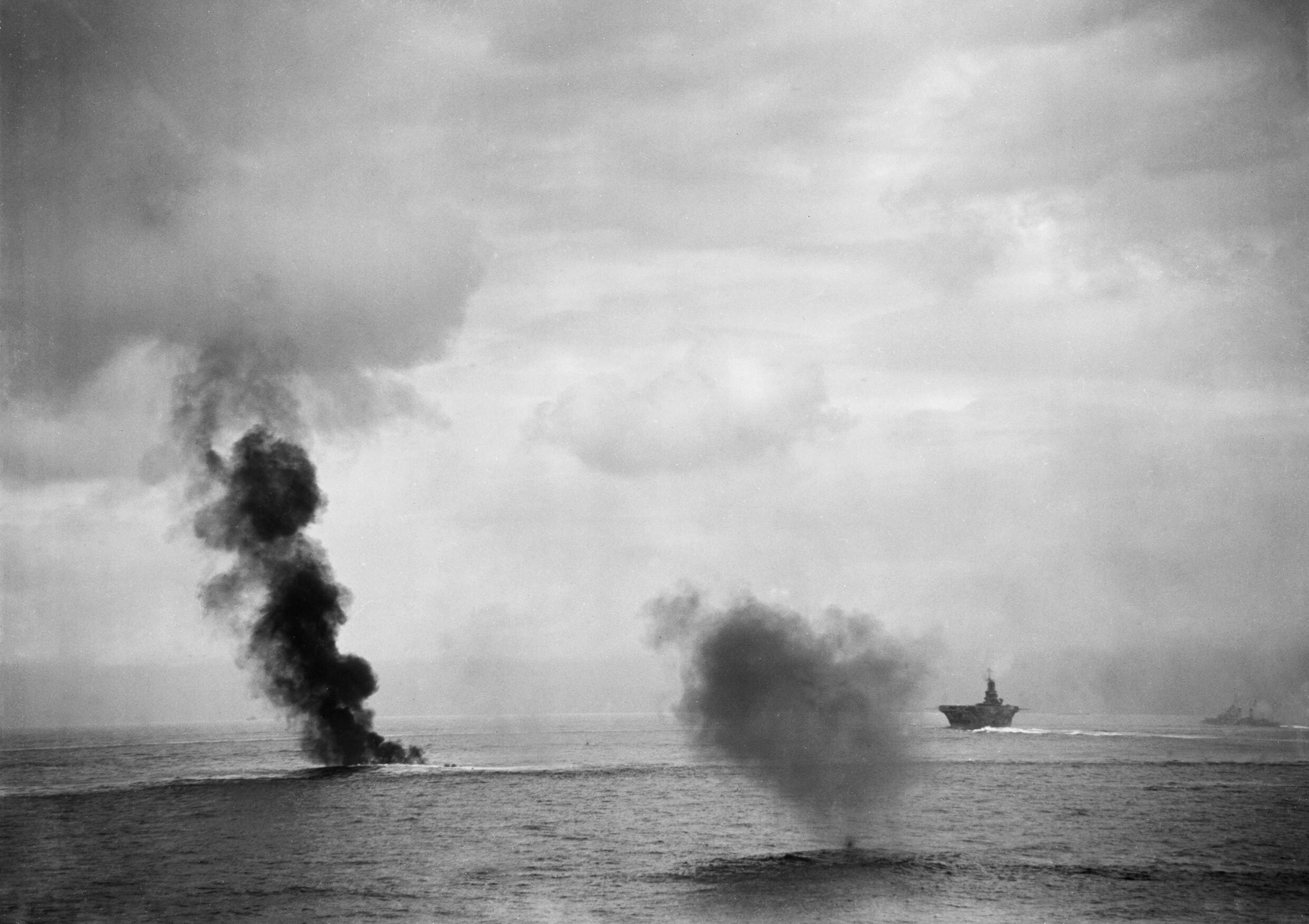
海面に墜落したイタリア雷撃機と、空母アーク・ロイヤル。

9月25日8時、護衛部隊はイギリスから来たWS11X船団と合流した。その船団は14隻の船で構成されており、内9隻が作戦に参加する船で、残りはジブラルタル行きであった。護衛部隊は第10巡洋艦戦隊司令官ハロルド・バロー (Harold Martin Burrough) 少将が指揮するX部隊と、ジェームズ・サマヴィル提督（旗艦ネルソン）のH部隊に分けられていた。
9月26日9時32分、H部隊はイタリア王立空軍 (Regia Aeronautica) の偵察機に発見された。イギリス情報機関の情報統制により、イタリア側は「連合軍輸送船団には戦艦1隻しかいない」と判断したので、イタリア王立海軍 (Regia Marina) 主力艦の投入を決めた。9月27日1時2分、新鋭戦艦2隻（リットリオ、ヴィットリオ・ヴェネト）と駆逐艦7隻がナポリを出撃した。10時40分、このイタリア艦隊は重巡洋艦2隻（トレント、トリエステ）および駆逐艦4隻と合流した。さらに11時48分には軽巡洋艦2隻（ルイジ・ディ・サヴォイア・デュカ・ディリ・アブルッツィ、ムツィオ・アッテンドーロ）と駆逐艦3隻が加わった。
13時から13時30分にサルデーニャ島の南方で、イタリア空軍の空襲が始まる。戦闘機に護衛された雷撃機SM.84 (Savoia-Marchetti S.M.84) 28機が戦場に到達、イギリス艦隊を攻撃する。英戦艦プリンス・オブ・ウェールズは対空砲火でイタリア雷撃機2機を撃墜したが、アークロイヤルの艦上戦闘機（フルマー）1機も誤射で撃墜した。英戦艦ネルソン (HMS Nelson, 28) には、魚雷1本が命中した。ネルソンは艦首に被雷して減速を余儀なくされる。この状況下、イタリア艦隊出動の情報を受けて各艦は艦隊決戦に備え、英戦艦2隻（ウェールズ、ロドニー）と護衛部隊（シェフィールド、エディンバラ、駆逐艦6隻）が迎撃にむかう。これに対しアンジェロ・イアキーノ提督が率いるイタリア艦隊は、連合軍部隊が予想以上に有力であることを知って混乱する。イタリア軍司令部は「明らかに優勢でなければ交戦してはならない」という命令を水上艦隊に与えていたので、イタリア艦隊はアーク・ロイヤルに捕捉される前に退却した。
その夜、H部隊はシチリア海峡で引き返し、ジブラルタルへの帰途でイタリア潜水艦アデュア (Adua) を撃沈した。一方、連合軍輸送船団はイタリア軍機の夜間空襲を受けて商船インペリアル・スター (Imperial Star、12427トン) が被雷、自沈した。また、軽巡洋艦ハーマイオニー (HMS Hermione, 74) がパンテレリア島攻撃に派遣された。
翌9月28日、連合軍輸送船団はマルタに到着した。マルタは危機から急速に立ち直った。燃料を除けば、マルタを翌年5月まで持たせられるほどの補給に成功した上に、潜水艦部隊や航空部隊に対する補給に成功したからである。マルタは枢軸軍のシーレーンにとって相変わらず脅威であり続けた。

### 注
1. ↑  北アフリカのシドラ湾周辺には、枢軸側の港湾都市トリポリやベンガジが存在した[7]。
2. ↑  このほかに艦攻アルバコア (Fairey Albacore) やイギリス空軍の爆撃機ウェリントン (Vickers Wellington) もマルタに増強された[1]。
3. ↑  空母イラストリアス (HMS Illustrious, R87) はMC4作戦従事中の1942年1月10日に[18][19]、ドイツ急降下爆撃機Ju-87 (Junkers Ju 87 Stuka) の攻撃で大破した[20]。空母フォーミダブル (HMS Formidable, R67) は同年5月26日に急降下爆撃を受けて大破した[21][22]。
4. ↑  プリンス・オブ・ウェールズは同年5月24日にデンマーク海峡海戦でドイツ海軍の巨大戦艦ビスマルク (DKM Bismarck) と交戦[26]、損傷した[27]。その修理を終え、地中海に派遣された[3]。
5. ↑  H部隊は5月下旬のビスマルク追撃戦に投入され[29]、特にアーク・ロイヤルはビスマルクに決定的打撃を与えて撃沈に貢献した[30]。
6. ↑  第10駆逐隊のマエストラーレ級駆逐艦3隻（シロッコ、グレカーレ、マエストラーレ）。姉妹艦リベッチオ(Libeccio) は修理中。
7. ↑  イタリア潜水艦を撃沈したのは、駆逐艦グルカ (HMS Gurkha) とリュ―ジョン (HMS Legion) であった。

## 参考書籍
- 編集人　高田泰光『世界の艦船　2015.12、NO.826　ビッグ7　条約時代最強の日米英7大戦艦』株式会社海人社〈2015年12月号（通巻826集）〉、2015年10月。
- カーユス・ベッカー「第4部　地中海の戦い」『呪われた海　ドイツ海軍戦闘記録』松谷健二 訳　、フジ出版社、1973年7月。
- ドナルド・マッキンタイア「7 戦局の鍵マルタ 地中海―第二段階」『海戦　― 連合軍対ヒトラー ―』関野英夫、福島勉 訳　、早川書房、1971年7月。
- ドナルド・マッキンタイヤー「3 独・伊の主力艦、英空母に散る」『空母　日米機動部隊の激突』寺井義守 訳　、株式会社サンケイ出版〈第二次世界大戦文庫23〉、1985年10月。ISBN 4-383-02415-7。
- Ｍ・ミドルブック、P・マーニー『戦艦　― マレー沖海戦 ―』内藤一郎 訳　、早川書房、1979年6月。
- 三野正洋『地中海の戦い』朝日ソノラマ〈文庫版新戦史シリーズ〉、1993年6月。ISBN 4-257-17254-1。